# محفظة مفصلية لمفصل الركبة
إن المحفظة المفصلية لـمفصل الركبة (يشار إليها عامة باسم الرباط المحفظي) وهي عريضة ورخوة ورقيقة من الأمام ومن الجانب، وتحتوي على رضفة (“ رضفة الركبة”) وأربطة وغضروف مفصلي وأجربة. كما تحتوي المحفظة على غشاء زليلي وغشاء ليفي معزول بواسطة دهون موجودة في المقدمة والمؤخرة.

## الغشاء الزليلي

نشر الردب فوق الرضفة.

فمن الأمام؛ يكمن انعكاس الغشاء الزليلي في عظم الفخذ، الموجود في بعض المسافات من الغضروف بسبب وجود جراب فوق الرضفة. ومن الأعلى؛ يظهر الانعكاس من أعلى من العظم من خلال النسيج الضام سمحاقي التحتي. وفي وضع الوقوف، يكون الجراب فوق الرضفي يظهر بشكل زائد. وعلى الرغم من ذلك، يُشار إليها على أنه ردب زليلي فوق الرضفة حيث إنه ينتشر تدريجيًا عندما تنثني الركبة؛ وتفتح بشكل كامل عندما تنثني الركبة بمقدار 130 درجة. جراب فوق الرضفة يُمنع من أن يتم الضغط عليه بواسطة العضلة المفصلية للركبة. في الظنبوب والانعكاس الأمامي وارتباط الغشاء الزليلي يقع بالقرب من الغضروف.
من الناحية الأمامية، تدخل طبقة دهون تحت الرضفة أسفل الرضفة وبين الغشاءين. وتمتد من الحافة السفلى من الرضفة إلى أعلى حتى أسفل ثنية تحت الرضفة الزليلية. وتمتد هذه الثنية مع حافتها العلوية الحرة خلفيًا عبر فراغ المفصل لتحيط برباطين من الأَرْبِطَةُ الكروفييه من الأمام، وبذلك يتم تقسيم فراغ المفصل المحيط إلى غرفتين. وإلى جانب هاتين الغرفتين يوجد زوج من الطيات الجناحية.
من الناحية الخلفية، يكون رابط الفخذ للغشاء الزليلي موجودًا في الطرف الغضروفي الجانبي ولقمة الفخذ المتوسطة، وهو ما يبين سبب أن يكون للفراغ المفصلي امتداد ظهري. ويمر بينها الغشاء الزليلي في مقدمة الأمامي والرباط الصليبي الخلفي، وهو ما يجعل هذه الأربطة مجتمعة داخل المحفظة وخارج المفصل مع ربطها بالظنبوب الكائن بالضبط في الطرف الغضروفي. ومع ذلك فإن كلا من الوحشية والهلالة الوسطى يوجدان داخل المحفظة الزليلية.

## الغشاء الليفي
الغشاء الليفي هو غشاء رقيق لكنه قوي والذي يتم تقويته في الغالب على طول امتداده من خلال الأربطة المترابطة معها بشكل يصعب فصلها. في أعلى وأمام وتر العضلة رباعية الرؤوس الفخذية من الأسفل، توجد فقط من خلال الغشاء الزليلي. إنها أربطة رئيسية مقواة مستمدة من عصاب لاتا اللفافي من الأوتار المحيطة بالمفصل.

## الجراب
الأجربة المتعددة المحيطة بمفصل الركبة من الممكن أن تنقسم إلى:جراب موصل وغير موصل
- الجراب الموصل:
  - جراب فوق الرضفة هو أكبر جراب حيث يمتد إلى فراغ المفصل الخلفي والأمامي.
  - يقع الردب تحت المأبض والجراب نصف غشائي في المؤخرة وهو أصغر بكثير
  - يقع الجانبي وجراب الوتر الحرقفي الأوسط لعضلة الساق في أصل رأسيّ عضلة الساق.
- الجراب غير الموصل:
  - يوجد الجِرابُ تَحْتَ الجِلْدِ أَمامَ الرَّضَفَة في مقدمة الرضفة.
  - يوجد [الجراب تحت الرضفة] العميق أسفل الرضفة بين الرباط الرضفي الإنسي والغشاء الليفي للمحفظة المفصلية. إنه يتصل بفراغ المفصل في حالات معينة.
  - من بين الأجربة الموجودة بشكل أقل شيوعًا تَحْتَ الِّلفافَةِ أَمامَ الرَّضَفَة وتَحْتَ الوَتَرِ أَمامَ الرَّضَفَة والجِرابُ تَحْتَ الجِلْدِ أَمامَ الرَّضَفَة.

بالإضافة إلى التركيب المعقد لفراغ الركبة، هناك بقايا لثلاثة حواجز مضغية تقسم فراغ الركبة إلى ما يسمى الثنيات الزليلية:
- ثنية فوق الرضفة تقسم فجوة فوق الرضفة
- ثنية تحت الرضفة في مقدمة الرباط الصليبي الأمامي وتصل من أخدود ما بين اللقمتين إلى الوسادة الدهنية تحت الرضفي.
- توجد الثنية الرضفية المتوسطة بالقرب من الوجيه الأوسط للرضفي، ويمتد على طول المحفظة المفصلية الوسطى

## صور إضافية

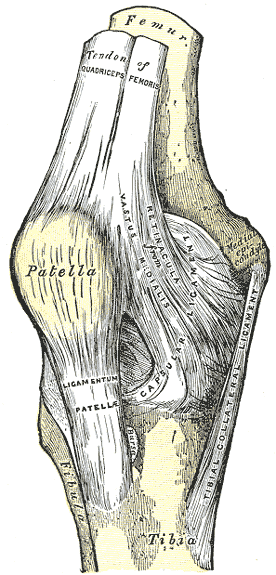
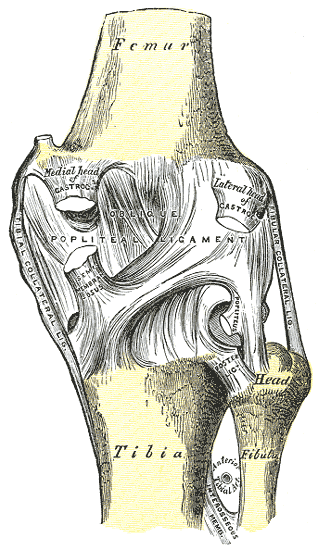
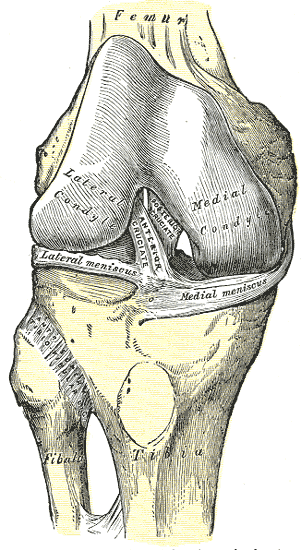
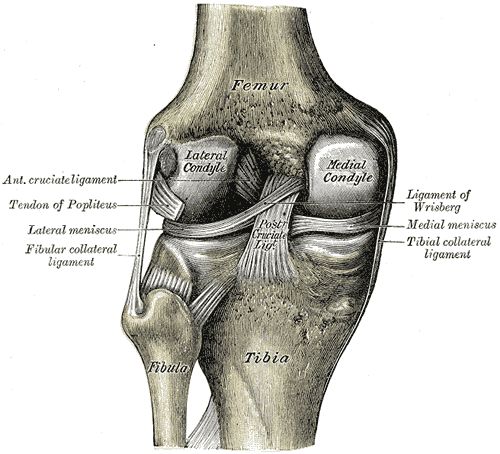
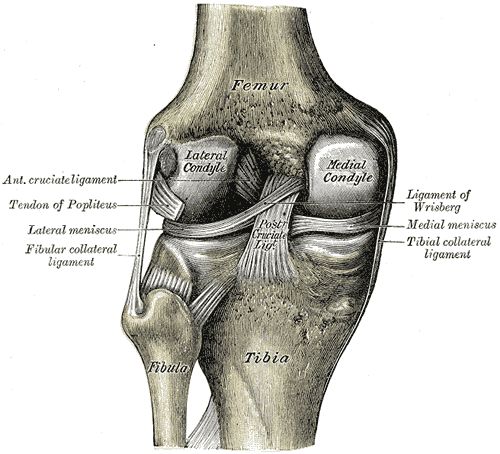
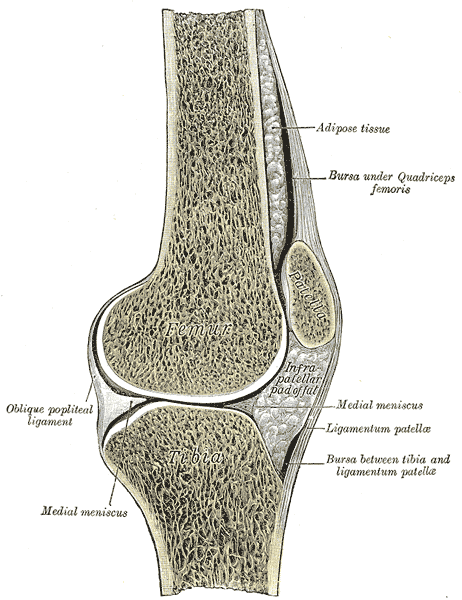